# Caroline Grills

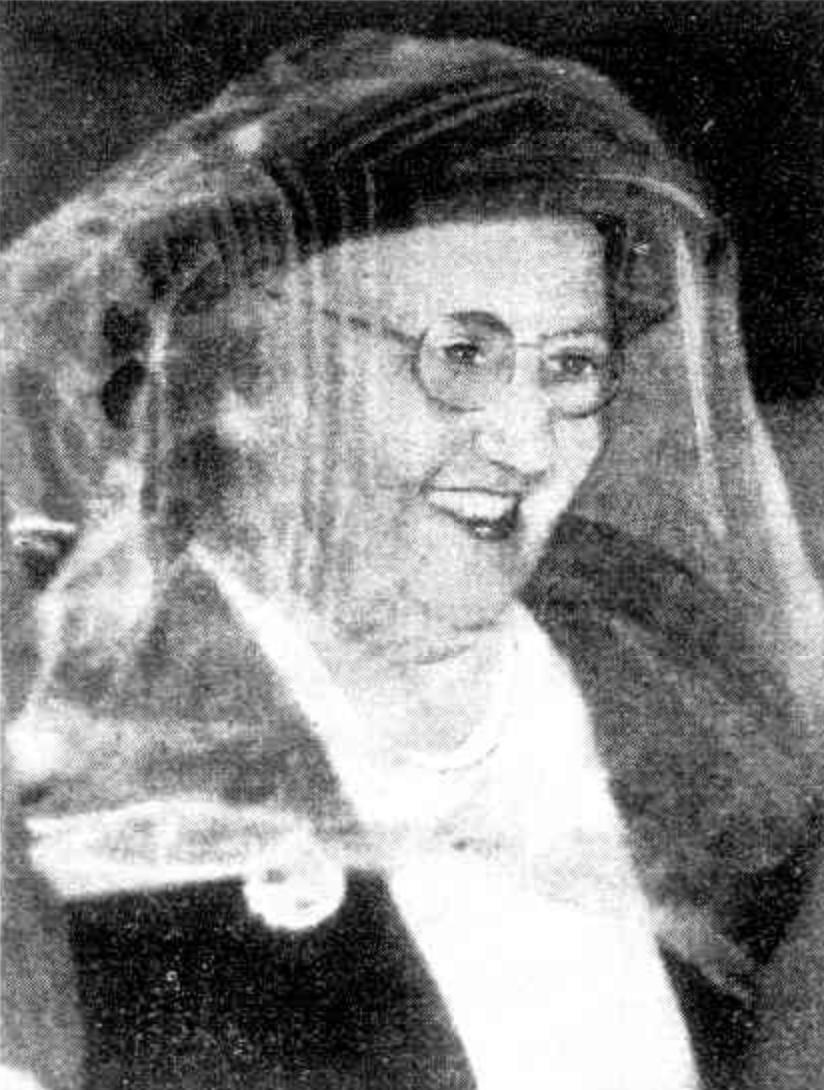
Caroline Grills in 1953

Caroline Grills - meisjesnaam Mickelson - (Balmain, 1888/1890 - 6 oktober 1960) was een Australische seriemoordenares. Ze werd op 15 oktober 1953 veroordeeld tot een levenslange gevangenisstraf voor vier moorden door vergiftiging plus één poging daartoe.

## Theekransje
Grills werd opgepakt nadat een vriendin aan huis (Mary Anne Mickelson) en drie familieleden (Christine Mickelson, Angelina Thomas en John Lundberg) stierven. Het viel een van haar schoonzoons op dat ze, terwijl ze een kopje thee droeg, haar hand in de zak van haar jurk stak en die vervolgens over de thee haalde. Hij goot de thee ongezien in een flesje en gaf dat aan de politie. Bij dat en later onderzoek bleek dat Grills het rattengif thallium in zowel de thee van de vier doden als in die van drie overlevenden (Christine Downey, John Downey en schoonzus Eveline Lundberg) had gedaan. In de zak van de jurk die ze droeg toen haar schoonzoon de thee meesmokkelde werden sporen gevonden.
In de gevangenis kreeg Grills van haar medegevangen de bijnaam Auntie Thally. Ze stierf in het State Reformatory for Women in 1960, door een gescheurde maagzweer die tot buikvliesontsteking leidde.